# Fotógrafo publicitario
La labor del fotógrafo publicitario es una de las más difíciles y complejas que existen dentro de la fotografía profesional. El fotógrafo publicitario tiene que lograr que sus fotografías sean convincentes, que transmitan un mensaje claro e incluso que lleguen a convertirse en icono público reconocible.
La especialización del fotógrafo publicitario vino dada, inicialmente, de la mano de la fotografía de moda, aunque posteriormente se fue imponiendo para muchos otros campos que van desde la industria metalúrgica en general y la automovilística en particular, la alimentaria, la industria de turismo, etc.
Al finalizar la Segunda Guerra Mundial, nuevos hitos económicos y sociales tuvieron lugar, pero fue sin duda la labor del fotógrafo publicitario, una de las que más ayudaron a establecer un nuevo estilo de ver y sentir la vida, aunque solo fuera a través de las grandes revistas de moda, de automóviles y de todos aquellos otros artículos que transmitían una imagen de glamur, lujo y bienestar, al menos en apariencia.
La fotografía publicitaria, sin la habilidad y especialización del fotógrafo publicitario, no hubiera existido, y aunque esto parezca una verdad de Perogrullo, no lo es, ya que aún hoy, cuando la existencia de las nuevas tecnologías digitales podría hacer temer la desaparición de estos artistas de la imagen, sin embargo no son pocos los fotógrafos que viven de la publicidad, ni es pequeña la dependencia que esta sigue teniendo de ellos.
Algunos fotógrafos publicitarios llegaron a marcar una época y se han convertido en mitos vivientes, con trabajos expuestos en galerías de arte e incluso en grandes museos de todo el mundo.
- Datos: Q5864475